# Nahuel López
Elvis Nahuel López Barboza (Melo, Cerro Largo, 24 de enero de 2007) es un futbolista uruguayo. Juega de extremo izquierdo y su equipo actual es el Club Atlético Progreso de la Primera División de Uruguay, cedido desde Nacional.

## Trayectoria
A nivel amistoso, debutó con el primer equipo de Nacional el 19 de enero de 2024, ingresó al minuto 74 para enfrentar a Colo-Colo y perdieron 0-1 en el Gran Parque Central. Disputó su primer encuentro oficial con 16 años y la camiseta número 36. El 21 de enero firmó su primer contrato profesional, días antes de su cumpleaños 17. El entrenador Álvaro "Chino" Recoba lo ascendió al primer equipo de cara a la pretemporada 2024.
El 9 de julio de 2025, fue anunciada su cesión a Progreso para tener rodaje, además adquirió un porcentaje de su ficha.

## Estadísticas

### Clubes
Actualizado al último partido citado el 1 de agosto de 2025.
| Club                     | Div.          | Temporada     | Liga  | Liga  | Liga   | Copas nacionales | Copas nacionales | Copas nacionales | Copas internacionales | Copas internacionales | Copas internacionales | Total | Total | Total  |
| Club                     | Div.          | Temporada     | Part. | Goles | Asist. | Part.            | Goles            | Asist.           | Part.                 | Goles                 | Asist.                | Part. | Goles | Asist. |
| ------------------------ | ------------- | ------------- | ----- | ----- | ------ | ---------------- | ---------------- | ---------------- | --------------------- | --------------------- | --------------------- | ----- | ----- | ------ |
| C. A. Progreso · Uruguay | 1.ª           | 2025          | 0     | 0     | 0      | -                | -                | -                | —                     | —                     | —                     | 0     | 0     | 0      |
| C. A. Progreso · Uruguay | Total club    | Total club    | 0     | 0     | 0      | 0                | 0                | 0                | 0                     | 0                     | 0                     | 0     | 0     | 0      |
| Total carrera            | Total carrera | Total carrera | 0     | 0     | 0      | 0                | 0                | 0                | 0                     | 0                     | 0                     | 0     | 0     | 0      |

### Selección
Actualizado al último partido citado el 17 de octubre de 2024.
| Selección         | Temporada         | Continental | Continental | Continental | Mundial | Mundial | Mundial | Amistosos | Amistosos | Amistosos | Total | Total | Total  |
| Selección         | Temporada         | Part.       | Goles       | Asist.      | Part.   | Goles   | Asist.  | Part.     | Goles     | Asist.    | Part. | Goles | Asist. |
| ----------------- | ----------------- | ----------- | ----------- | ----------- | ------- | ------- | ------- | --------- | --------- | --------- | ----- | ----- | ------ |
| Sub-20 · Uruguay  | 2024              | —           | —           | —           | —       | —       | —       | 4         | 0         | 0         | 4     | 0     | 0      |
| Sub-20 · Uruguay  | Total sel.        | 0           | 0           | 0           | 0       | 0       | 0       | 4         | 0         | 0         | 4     | 0     | 0      |
| Total selecciones | Total selecciones | 0           | 0           | 0           | 0       | 0       | 0       | 4         | 0         | 0         | 4     | 0     | 0      |